# USA for Africa
USA for Africa (United Support of Artists for Africa, Zjednoczone wsparcie artystów dla Afryki) – grupa 45 amerykańskich artystów zebrana dla nagrania jednego utworu We Are the World, który został wydany na singlu 7 marca 1985 roku. Nagranie miało miejsce w nocy 28 stycznia 1985 roku po rozdaniu nagród American Music Awards. Celem tego przedsięwzięcia było zebranie pieniędzy na pomoc dla głodujących w Afryce. Pomysłodawcą był Harry Belafonte, piosenkę napisali Michael Jackson i Lionel Richie, a producentem był Quincy Jones. Utwór został przebojem roku i przyniósł 60 mln dolarów zysku.
Wydano też prawie godzinny film o tytule „We Are The World – The Story Behind The Song”, który jest zapisem prób nagrania i wypowiedzi wykonawców.
1 lutego 2005 roku, z okazji 20-lecia sukcesu, ukazało się dwupłytowe wydawnictwo na DVD „We Are The World – The Story Behind The Song, 20th Anniversary Special Edition”, które zawiera także wcześniej niepublikowane materiały z nagrania piosenki.
Obecnie USA for Africa jest organizacją zajmującą się niesieniem pomocy potrzebującym, głównie chorym na AIDS w Afryce i USA.

## Lista wykonawców w porządku alfabetycznym
Dan Aykroyd, Harry Belafonte, Lindsey Buckingham, Kim Carnes, Ray Charles, Bob Dylan, Sheila E., Bob Geldof, Daryl Hall, James Ingram, Jackie Jackson, La Toya Jackson, Marlon Jackson, Michael Jackson, Randy Jackson, Tito Jackson, Al Jarreau, Waylon Jennings, Billy Joel, Cyndi Lauper, Huey Lewis, Kenny Loggins, Bette Midler, Willie Nelson, John Oates, Jeffrey Osborne, Steve Perry, The Pointer Sisters, Lionel Richie, Smokey Robinson, Kenny Rogers, Diana Ross, Paul Simon, Bruce Springsteen, Tina Turner, Dionne Warwick i Stevie Wonder.